# Johannes Numeister

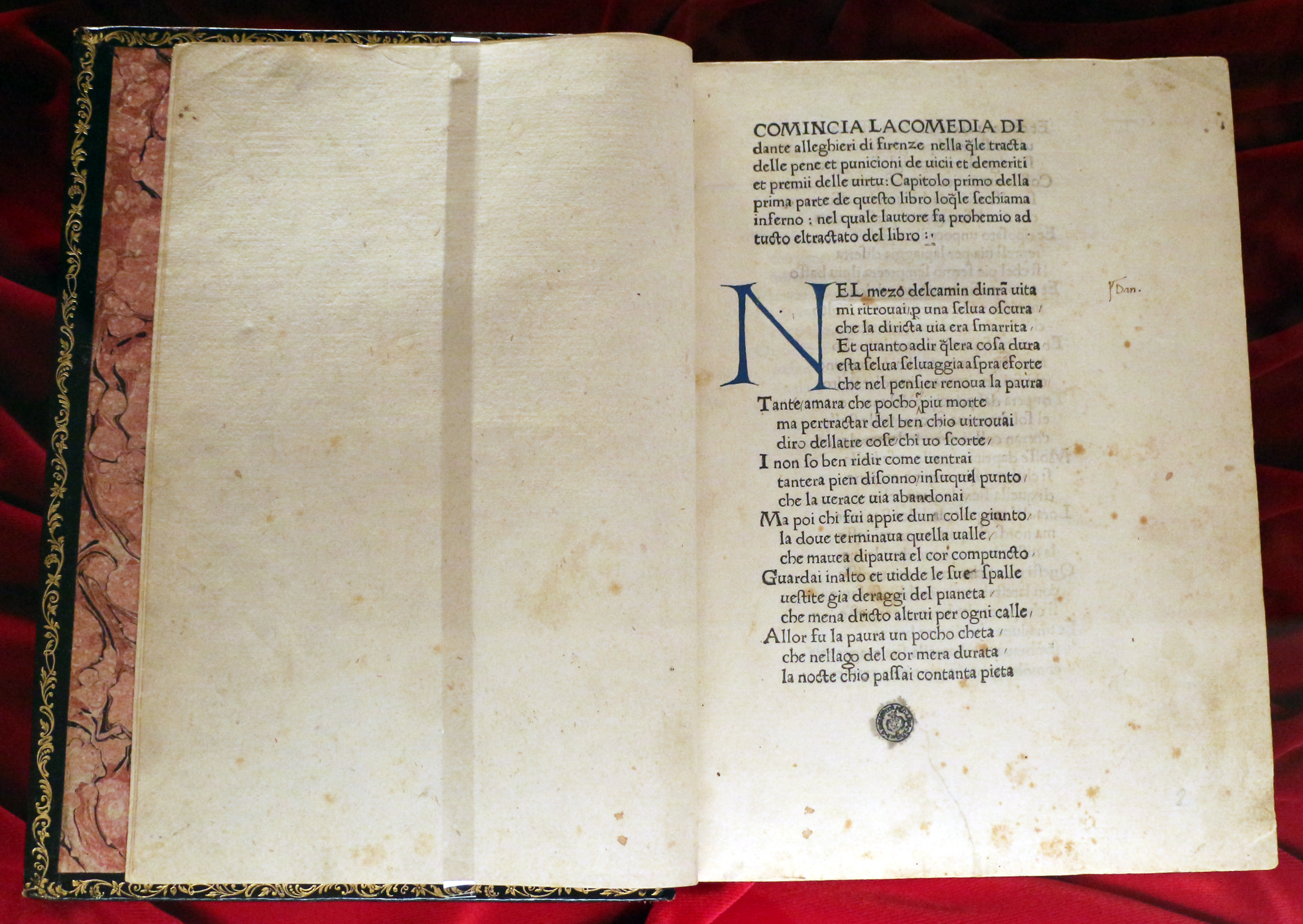
Die von Numeister 1472 in Foligno gedruckte Ausgabe der Göttlichen Komödie Dantes; Exemplar der Biblioteca Medicea Laurenziana in Florenz

Johannes Numeister oder Neumeister aus Mainz († zwischen 1507 und 1512 in Lyon) war ein Buchdrucker. 1472 druckte er in Foligno eine frühe Ausgabe der Göttlichen Komödie (GW 7958). Er gilt als Paradebeispiel eines Wanderdruckers.

## Leben
In Schlussschriften von ihm gedruckter Bücher nennt sich Johannes Numeister de Maguncia, also als aus Mainz stammend. Er könnte mit dem Iohannes Nuwemeister de Treisa identisch sein, der sich 1454 in Erfurt immatrikulierte. Ob Johannes Numeister das Druckhandwerk bei Johannes Gutenberg erlernte, muss nach heutigem (August 2008) Forschungsstand unentschieden bleiben. In den Jahren 1470–1472 druckte er in Foligno Leonardo Brunis De Bello italico adversus Gothos (GW 5600), Ciceros Epistolae ad familiares (GW 6804) und die Erstausgabe von Dantes Divina Commedia. Bei den ersten beiden Drucken erscheint der Goldschmied und päpstlichen Münzmeister Emiliano Orfini als Geschäftspartner Numeisters. Die Divina Commedia wurde hingegen durch Evangelista Angelini aus Trevi finanziert. 1473 wurde Johannes Numeister in Schuldhaft genommen. 1481 druckte er in Albi die Meditationes (GW M48252) des Juan de Torquemada. Er verwendete dabei dieselben Schrotschnitte, die 1479 für die Mainzer Ausgabe (GW M48255) dieses Werkes geschaffen wurden. Auch die Mainzer Ausgabe der Meditationes, sowie ein in gleicher Type gesetztes Ritualbuch (GW 468) wird daher Johannes Numeister zugeschrieben. In Albi druckte er bis etwa 1483 noch vier oder fünf weitere Werke. Ab 1483 ist Johannes Neumeister in Lyoner Steuerlisten zu finden. Der Erzbischof von Lyon Charles de Bourbon beauftragte ihn 1487 ein Missale Lugdunense (GW M24503) zu drucken. Diesem Hauptwerk Johannes Numeisters folgten weitere liturgische Drucke, so 1495 das Missale Ucetiense (GW M24821) an dem Michel Topié mitwirkte. Trotzdem scheint Numeister stets arm gewesen zu sein, nach 1498 arbeitete er für seinen früheren Angestellten Michel Topié. Etwa 1507–1512 muss er erbenlos und völlig verarmt gestorben sein.